# John Kovalic
(Charles M. Schulz a Kovalic)
Robert John Kovalic (Manchester, 24 novembre 1962) è un fumettista e illustratore statunitense, di origine britannica.

## Biografia
Nato in Gran Bretagna, ma sempre vissuto negli Stati Uniti, Kovalic è famoso soprattutto per la serie di fumetti Dork Tower, una delle più note sul mondo dei giocatori di ruolo. È anche illustratore di giochi, come le serie Munchkin e Chez Geek, entrambe edite dalla Steve Jackson Games.
È stato anche fra i fondatori della Out of the Box Publishing.
I suoi lavori sono stati occasionalmente pubblicati anche sul New York Times e sul Washington Post.

## Giochi illustrati
- 10 Days series
- aBRIDGEd
- Apples to Apples series[2]
- Backseat Drawing
- Blink
- Bosworth
- Button Men: Dork Victory
- Cash n' Guns Second Edition
- Chain Game
- Chez Geek series[2]
- Cineplexity
- Cloud 9
- Cover Up
- Creatures and Cultists[2]
- Creepyfreaks
- Dork 20
- Dork Tower: The Boardgame
- Dungeonville
- Easy Come, Easy Go
- Escape from Elba
- Fish Eat Fish
- Gold Digger
- Giochi della serie Illuminati: New World Order
- I coboldi mangiano i bambini!
- Letter Flip
- Letter Roll
- Mag*Blast[2]
- Mix Up
- Giochi della serie Munchkin[2]
- Munchkin Quest
- My Dwarfs Fly
- My Word!
- Ninja Versus Ninja
- Nutty Cups
- Party Pooper
- Pepper
- PokeTHULHU
- Quitch
- Rock
- ROFL![3]
- Shape Up
- ShipWrecked
- Snorta
- Squint
- Tutankhamen
- Wallamoppi
- Warhamster Rally
- Whad'Ya Know
- Wheedle
- Giochi della serie ZenBenders